# Prinses Irenestraat 59

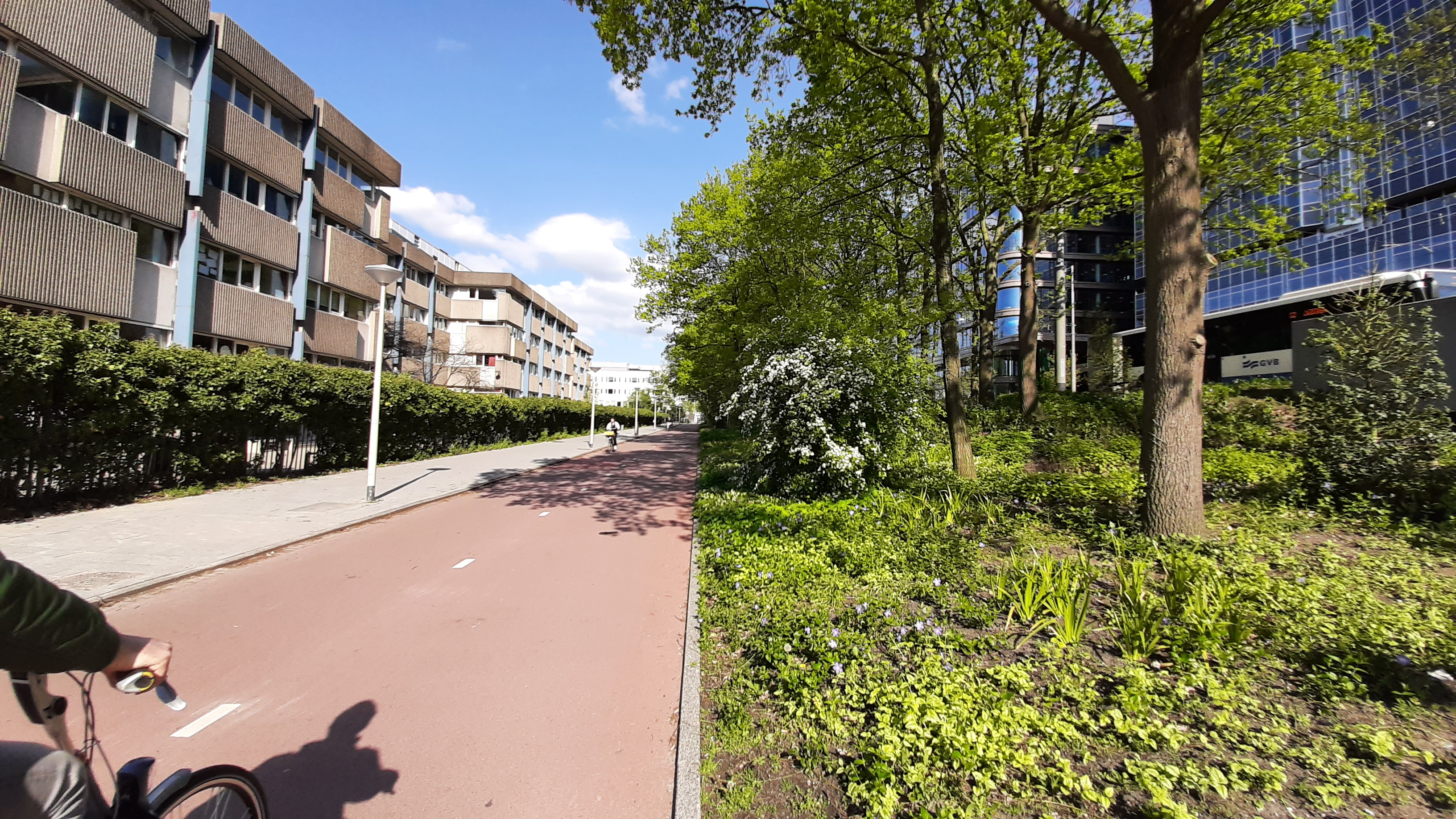
Links achterzijde gebouw PI59 in 2021)

Prinses Irenestraat 59 te Amsterdam, kortweg PI59, is een kantoorgebouw aan de Prinses Irenestraat in Amsterdam-Zuid.

## Geschiedenis
Het gebouw werd rond 1971 neergezet in de zuidoosthoek van de kruising Prinses Irenestraat en Parnassusweg. Ten zuiden van het gebouw loopt dan weer de Strawinskylaan (en -pad). Opdrachtgever was Kantoor Housing NV, de uiteindelijke bestemming zou dan ook kantoorcomplex worden. In de jaren zeventig zou hier een kantoorwijk ontstaan, een verre voorloper van de Zuidas. Het ontwerp kwam van architecten Henri le Grand en Paul Selle en technicus (ontwerp- en adviesbureau) Ir. H.A. ten Brinke. De bouw moest in die dagen nog aansluiten op de noordelijk gelegen portiekwoningen en stadsvilla’s in de buurt; er werd dus nog niet zo hoog gebouwd als aan de zuidkant van de Strawinskylaan met haar World Trade Center. De aanneemsom bedroeg 8.7 miljoen gulden. Het gebouw kreeg een brutalistisch uiterlijk met een witte gevelwand met blauwe verticale banden onderbroken door grijze grofkorrelige geprofileerde betonplaten, zoals ook Leeuwenburg die kent. Het gebouw werd 110 meter breed, 40 meter diep en zes verdiepingen hoog.
Het gebouw werd neergezet voor KPMG, later volgde bijvoorbeeld de Nederlandsche Middenstandsbank (later opgegaan in ING); het toenmalig adres was de Eduard van Beinumstraat 2. Gebruikers en adres wisselden nog wel eens. Een andere gebruiker was advocatenkantoor NautaDutilh (vertrokken in circa 2003) als ook een internationale school  (vertrokken in 2021). 

## Vanaf 2020
Er werd gekeken naar een nieuwe gebruiker. In eerste instantie was dat Koninklijke Philips, maar een ander kaapte het gebouw voor hun neus weg. Dat nieuwe bedrijf had echter een energieverslindend datacenter nodig, dat hier voor wat betreft ruimte en capaciteit niet paste. Nadat de nieuwe gebruiker zich terugtrok kon Philips alsnog een bod doen. Philips had zich in 1998 gevestigd in de Breitnertoren aan het Amstelplein; de hoedanigheid van het bedrijf was zo veranderd dat dat gebouw van 21 verdiepingen nogal pocherig overkwam. Voor een bedrijf in consumentenelektronica was het een goed businessmodel, maar voor leverancier van zorgapparatuur was het uiterlijk ongeschikt. 
Er werd een uitvoering plan opgesteld voor herontwikkeling van dit dan uit de tijd zijnde kantoorgebouw. Zoals gebruikelijk in de buurt werd het skelet gestript van alles wat er aan hing en kreeg het onder bewind van V8 Architects een totaal nieuw uiterlijk; zij omschreef het als elegant brutalisme. Het voorheen gesloten ogende gebouw kreeg door het vele glas een opener karakter. Men omschreef het wel dat het oude pand zich van de omgeving had afgekeerd en het nieuwe zich ernaar toegekeerd had (zogenaamd open raster).  De grove betonplaten verdwenen ten faveure van granito/terrazo kolommen en frame; het witgrijs werd daarbij ondersteund door bronzen versieringen. Ook binnenin vonden de nodige aanpassingen plaats; gesloten verdiepingen maakten ruimte voor atriums. Mooi meegenomen was volgens Philips dat de verticale indeling van de Breitnertoren plaats kon maken voor een horizontale indeling, waardoor personeelsleden elkaar veel makkelijker zouden ontmoeten. Parkeren moet in een apart gebouw, waarvan het dak als groengebied werd ingericht door Felixx Landschapsarchitecten.